# Hephaestus obtusifrons
Hephaestus obtusifrons là một loài cá trong họ Terapontidae. Chúng được tìm thấy ở West Papua ở Indonesia và Papua New Guinea.